# Koenigsegg CCR
O Koenigsegg CCR é um automóvel superesportivo produzido pela marca sueca Koenigsegg entre 2004 e 2006. Encontra-se no 4º lugar na lista dos carros mais rápidos do mundo, atrás apenas do Bugatti Veyron  e do SSC Ultimate Aero que por sua vez antecede o Bugatti Veyron Super Sport o qual encabeça a lista dos carros mais rápidos do mundo. É capaz de atingir 395 km/h, seu recorde de velocidade para carros produzidos em linha foi batido em 2005 pelo Bugatti Veyron com 407 km/h, e em 2007 o SSC Ultimate Aero bate o recorde atingindo 413 km/h e finalmente em 2010 o Bugatti Veyron Super Sport atinge a incrível velocidade de 434,211 km/h.
Estreado no Salão do Automóvel de Genebra em março de 2004, o CCR era a versão mais potente da gama de carros Koenigsegg CC na época. O CCR tem um motor V8 de 4,7 L (4744,87 cc) com dois compressores baseado no motor Ford Modular. O carro possui 806 hp (817 cv) de potência e é capaz de atingir 100 km/h em apenas 3,2 segundos. Somente foram fabricadas 14 unidades do CCR.